# Palazzo Lanfranchi (Matera)
Palazzo Lanfranchi è il massimo monumento che rappresenta il periodo seicentesco a Matera.
Davanti al portone è posta la scultura "La Goccia" di Kengiro Azuma.

## Storia e descrizione
L'opera venne progettata e fatta costruire, tra il 1668 e il 1672, da frate Francesco da Copertino su richiesta dell'arcivescovo Vincenzo Lanfranchi, con il fine di ospitare il seminario diocesano. L'edificazione della struttura inglobò anche il "Convento del Carmine", preesistente. Nel 1864, dopo l'Unità d'Italia, il Palazzo Lanfranchi ospitò fino al 1967 il liceo ginnasio statale Emanuele Duni, dove insegnò anche Pascoli dal 1882 al 1884.
A partire dagli anni ottanta l'edificio ha dato spazio agli uffici della Soprintendenza per i Beni Artistici e Storici della Basilicata e, a partire dal 6 maggio 2003, è diventato la sede del museo nazionale d'arte medievale e moderna della Basilicata, suddiviso in quattro sezioni: Arte Sacra, Collezionismo con una galleria di dipinti, appartenuta a Camillo D'Errico, di Ruoppolo, Abraham Brueghel, De Mura e Preti, Arte contemporanea, con opere di Carlo Levi, e Sezione Demoetnoantropologica.
La costruzione di esso ha comportato notevoli problemi di fondazione data la presenza di numerosi vuoti nel sottosuolo. All'interno di Palazzo Lanfranchi è stato rinvenuto un cimitero barbarico. Difatti il vescovo Vincenzo Lanfranchi, cui si deve il palazzo, aveva tentato di reperire un'area di insediamento nella Civita, ma a causa della limitata disponibilità di superfici libere in quella zona accettò di acquistare alcuni terreni siti sul pianoro tufaceo a sud del Sasso Caveoso.
Quanto al disegno architettonico esso è opera del cappuccino Francesco da Copertino che progettò la facciata principale su via Ridola e la disposizione degli ambienti su due piani, intorno ad un chiostro centrale.
La facciata, asimmetrica, è divisa orizzontalmente in due parti da un cornicione. Nella parte inferiore sono presenti cinque nicchie in cui si possono ammirare le statue della Madonna del Carmine e di Santi. La parte superiore presenta lesene verticali complete di capitello, nove arcate cieche di cui la più grande sovrasta ed ingloba il rosone, e sopra il coronamento della facciata si nota un frontone con un orologio al centro.
Nel 1676 l'arcivescovo Zunica fece erigere un ulteriore corpo di fabbrica a ovest,costituito da due grandi ambienti coperti a volta, e, nel 1822, monsignor Di Macco ampliò ancora il complesso verso sud, modificando, in certo qual modo, l'originaria compattezza del progetto lanfranchiano.
La collocazione topografica del Palazzo, al termine dell'asse settecentesco di via Ridola e immediatamente prospiciente la conca tufacea del Sasso Caveoso, ne fa il punto di sutura tra la moderna città del piano e gli antichi Rioni Sassi, di recente entrati nel patrimonio culturale dell'UNESCO.
Nel 1853, il secondo piano fu sopraelevato per ottenerne camerate e il recente restauro, liberandolo da ormai incongrue tramezzature, gli ha restituito la volumetria e la spazialità indispensabili alla nuova destinazione d'uso.
L'edificio articola i suoi ambienti su quattro livelli, ognuno di essi idoneo ad accogliere funzioni diverse del museo.
Alcuni locali del piano interrato, adeguatamente adattati a prevenire fenomeni di umidità e condensa, potrebbero essere razionalmente organizzati per ospitare depositi di opere d'arte o, laddove quest'uso fosse inibito, magazzini di materiale vario e di allestimento.
Il piano terra, accessibile da due ingressi su Piazza Pascoli, oltre agli ambienti espressamente destinati dall'amministrazione comunale al Centro "Carlo Levi", e alla "Sala Levi", che continuerà ad ospitare convegni, mostre e manifestazione di natura esclusivamente culturale, accoglierà strutture di supporto all'attività museale vera e propria: una biblioteca specializzata, una fototeca e diateca, adeguatamente ordinate e attrezzate per rapide consultazioni, e, obiettive a medio e lungo termine, una sala per la fruizione di dati tecnici e scientifici informatizzati e per il potenziamento di attività multimediali.
Il primo piano è elettivamente destinato alle esposizioni, in virtù della espansa spazialità degli ambienti e dei collegamenti, di cui questi godono fra loro, mediante varchi nelle murature perimetrali e di separazione. Un corridoio, snodandosi parallelamente ai locali, ne assicura agevolmente l'accesso e garantisce l'unitarietà del percorso, senza soluzioni di continuità.
L'estremità dell'ala del piano, prospiciente su via Ridola e Piazzetta Pascoli, ospiterà la direzione e gli uffici amministrativi.
All'ultimo piano l'unico spazio praticabile è l'imponente "Salone delle Arcate". Esso sia per conformazione planimetrica sia perché posto immediatamente sotto i tetti e irradiato da grandi finestre, può essere adibito ad ospitare un lapidarium o mostre temporanee di oggetti non facilmente deteriorabili.

## Bibliografia

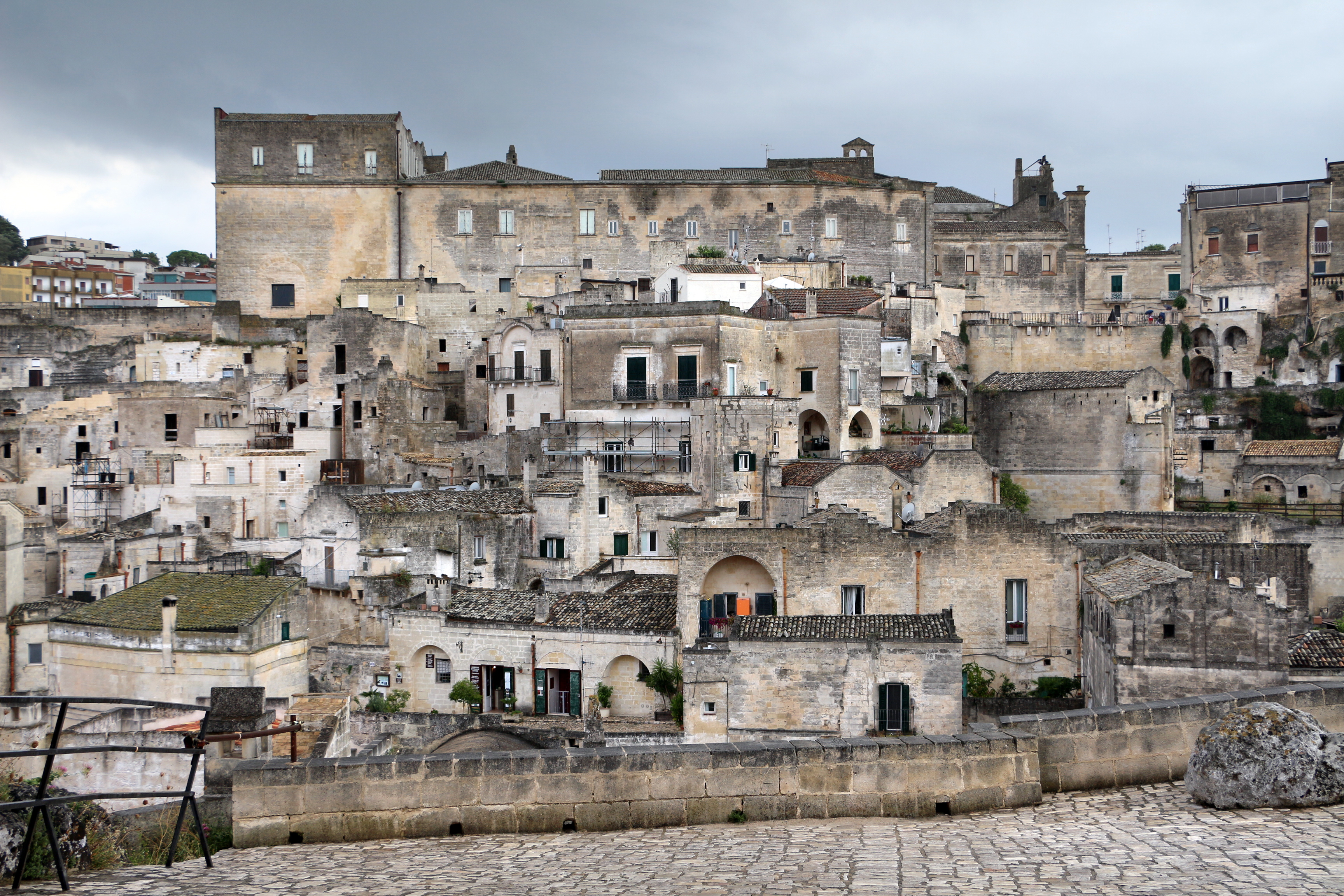
Palazzo Lanfranchi visto da Santa Maria di Idris